# Anna Berreiter
Anna Berreiter (Berchtesgaden, 3 de septiembre de 1999) es una deportista alemana que compite en luge en la modalidad individual.
Participó en los Juegos Olímpicos de Pekín 2022, obteniendo una medalla de plata en la prueba individual. Ganó cuatro medallas en el Campeonato Mundial de Luge, en los años 2021 y 2023, y tres medallas en el Campeonato Europeo de Luge, en los años 2023 y 2024.

## Palmarés internacional
| Juegos Olímpicos   | Juegos Olímpicos     | Juegos Olímpicos  | Juegos Olímpicos       |
| Año                | Lugar                | Medalla           | Prueba                 |
| ------------------ | -------------------- | ----------------- | ---------------------- |
| 2022               | Pekín (China)        | Medalla de plata  | Individual             |
| Campeonato Mundial |                      |                   |                        |
| Año                | Lugar                | Medalla           | Prueba                 |
| 2021               | Königssee (Alemania) | Medalla de plata  | Individual (velocidad) |
| 2023               | Oberhof (Alemania)   | Medalla de oro    | Individual             |
| 2023               | Oberhof (Alemania)   | Medalla de oro    | Equipo                 |
| 2023               | Oberhof (Alemania)   | Medalla de bronce | Individual (velocidad) |
| Campeonato Europeo |                      |                   |                        |
| Año                | Lugar                | Medalla           | Prueba                 |
| 2023               | Sigulda (Letonia)    | Medalla de oro    | Individual             |
| 2023               | Sigulda (Letonia)    | Medalla de plata  | Equipo                 |
| 2024               | Igls (Austria)       | Medalla de bronce | Individual             |